# Retzius-Streifen

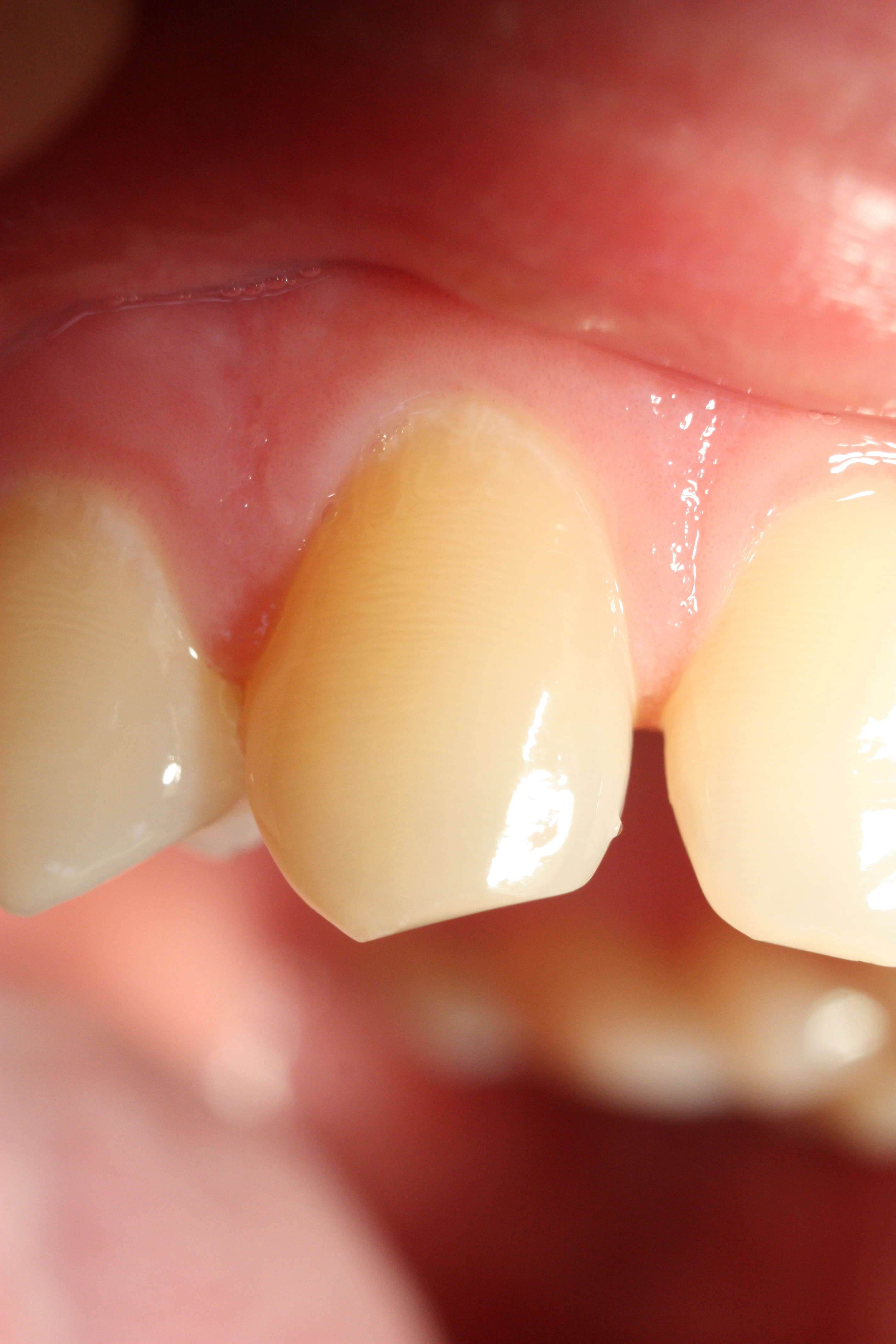
Oberkiefer-Frontzahn, bei dem die Retzius-Streifen in der vollen Bildauflösung gut zu erkennen sind

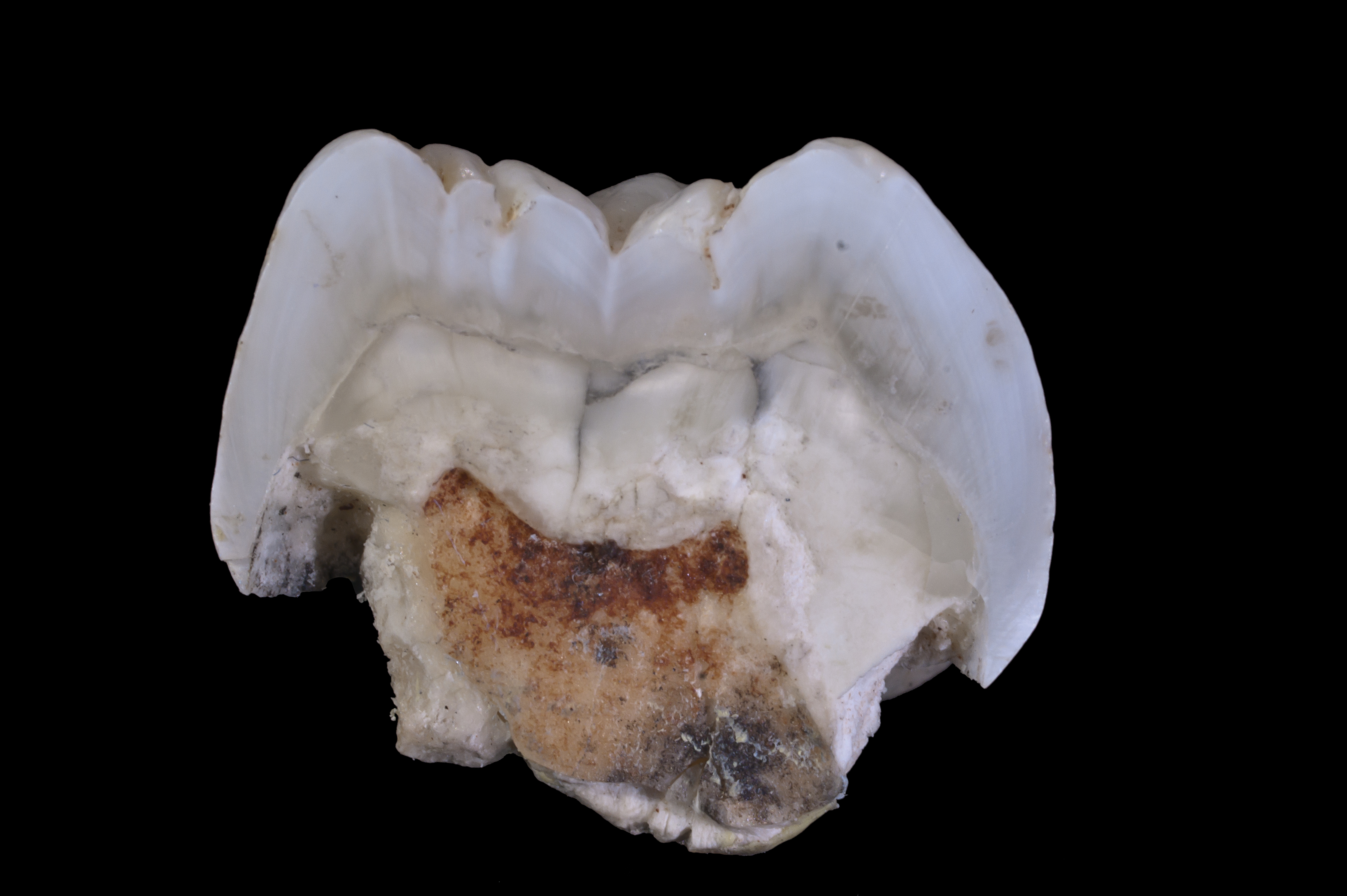
Retzius-Streifen an einem fossilen Backenzahn von Paranthropus robustus

Als Retzius-Streifen (auch: Retzius-Linien, Retzius striae oder Perikymatien) werden die in starker Vergrößerung sichtbaren, über den gesamten Schmelzmantel verteilten Wachstumslinien des Zahnschmelzes bezeichnet, die von Seite zu Seite parallel zueinander verlaufen. Im Querschliff des Zahnes erscheinen die Retzius-Streifen als konzentrische Kreise. Der Abstand von Linie zu Linie beträgt zwischen 4 und 150 μm.
Die Bezeichnung erinnert an den schwedischen Anatomen und Anthropologen Anders Adolf Retzius (1796–1860), der diese Streifen 1837 in einer Studie zur Embryologie und Histologie der Zähne erstmals korrekt als „die Spuren verschiedener Perioden der Schmelzbildung“ beschrieben hatte.
Die Retzius-Streifen entstehen, weil der Rhythmus der Mineralisation tagesperiodischen Schwankungen unterliegt. Sie gelten als die Folge einer Ruhephase zwischen zwei Sekretionsphasen der Adamantoblasten. Ferner können besondere physiologische Ereignisse die Schmelzbildung stören, zum Beispiel die Umstellung der Ernährung nach der Geburt („Geburtslinie“) sowie fiebrige und andere schwere Erkrankungen („Stresslinien“). Die Retzius-Streifen zeigen somit bei jedem Menschen ein individuelles Muster und können daher auch kriminaltechnisch ausgewertet werden. Fossile Zähne werden in der Paläoanthropologie beispielsweise genutzt, um anhand dieser Streifen die Entwicklungsgeschwindigkeit der Jugendlichen von frühen Arten der Hominini zu rekonstruieren.